# Pachtové z Rájova
Pachtové z Rájova (též Pachta von Rayhofen) jsou původně měšťanská rodina, která v roce 1628 z rukou císaře Ferdinanda II. získala erb a šlechtický přídomek.

## Historie rodu

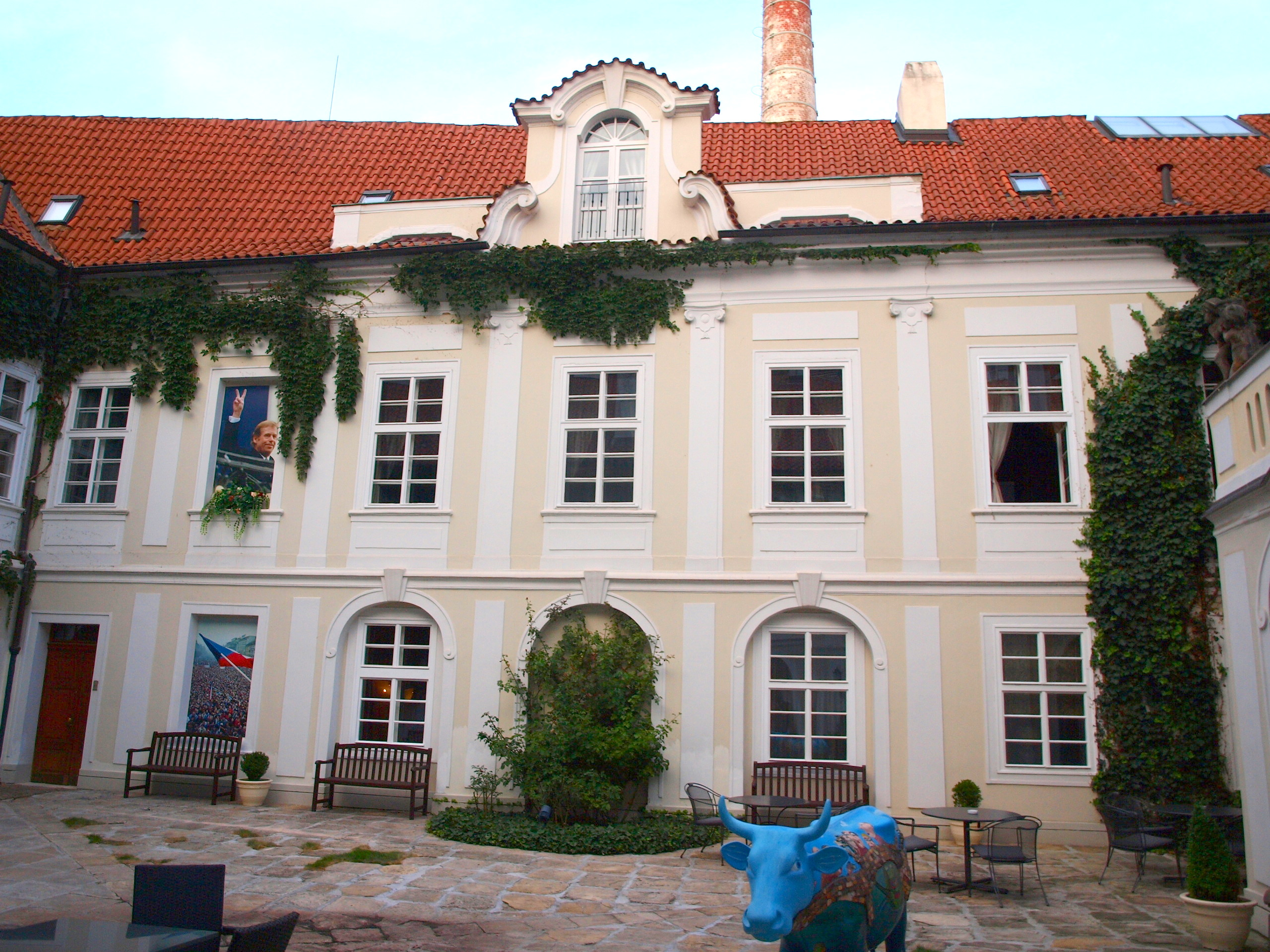
Nádvoří paláce Pachtů z Rájova na Anenském náměstí v Praze

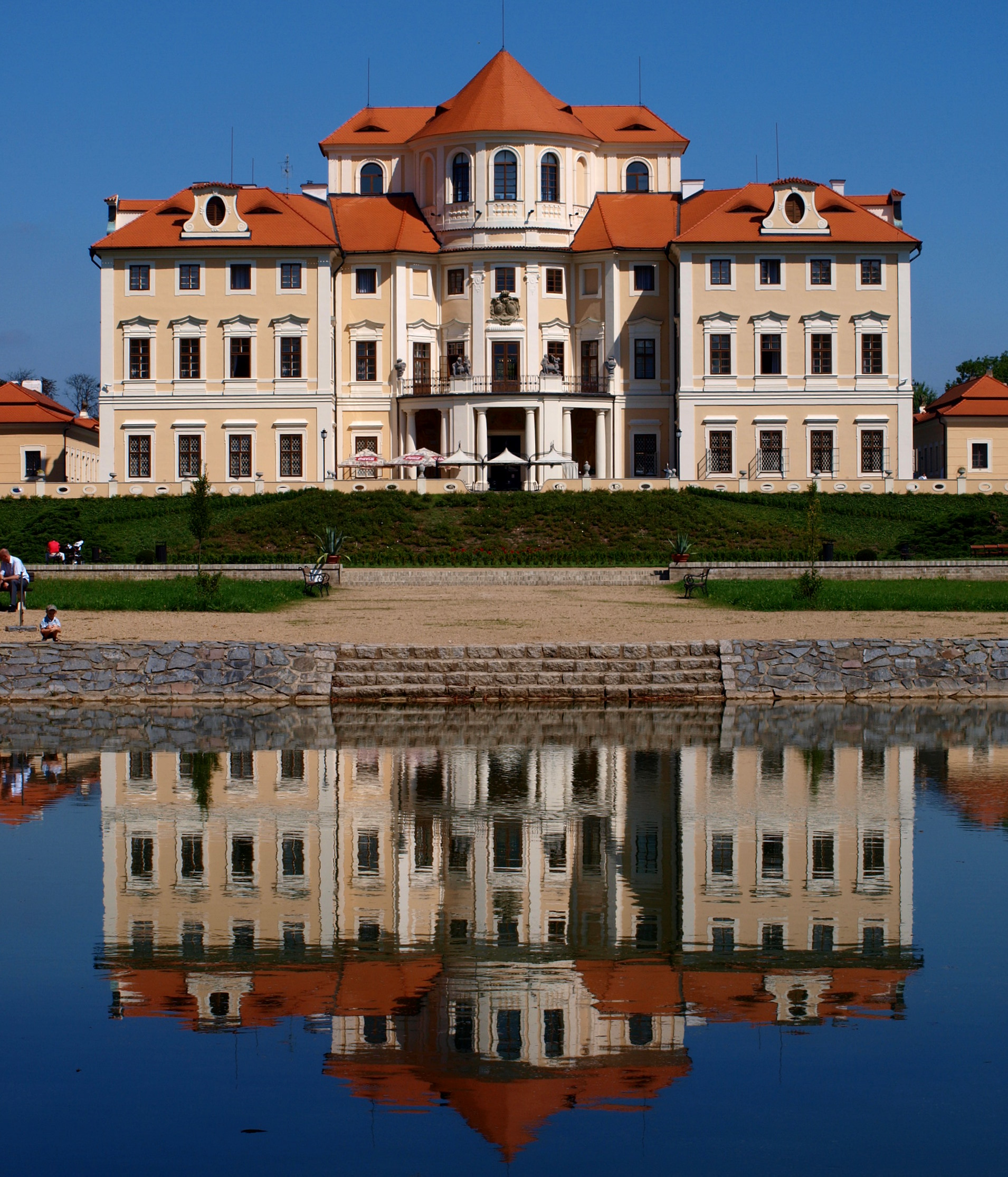
Zámek Liblice

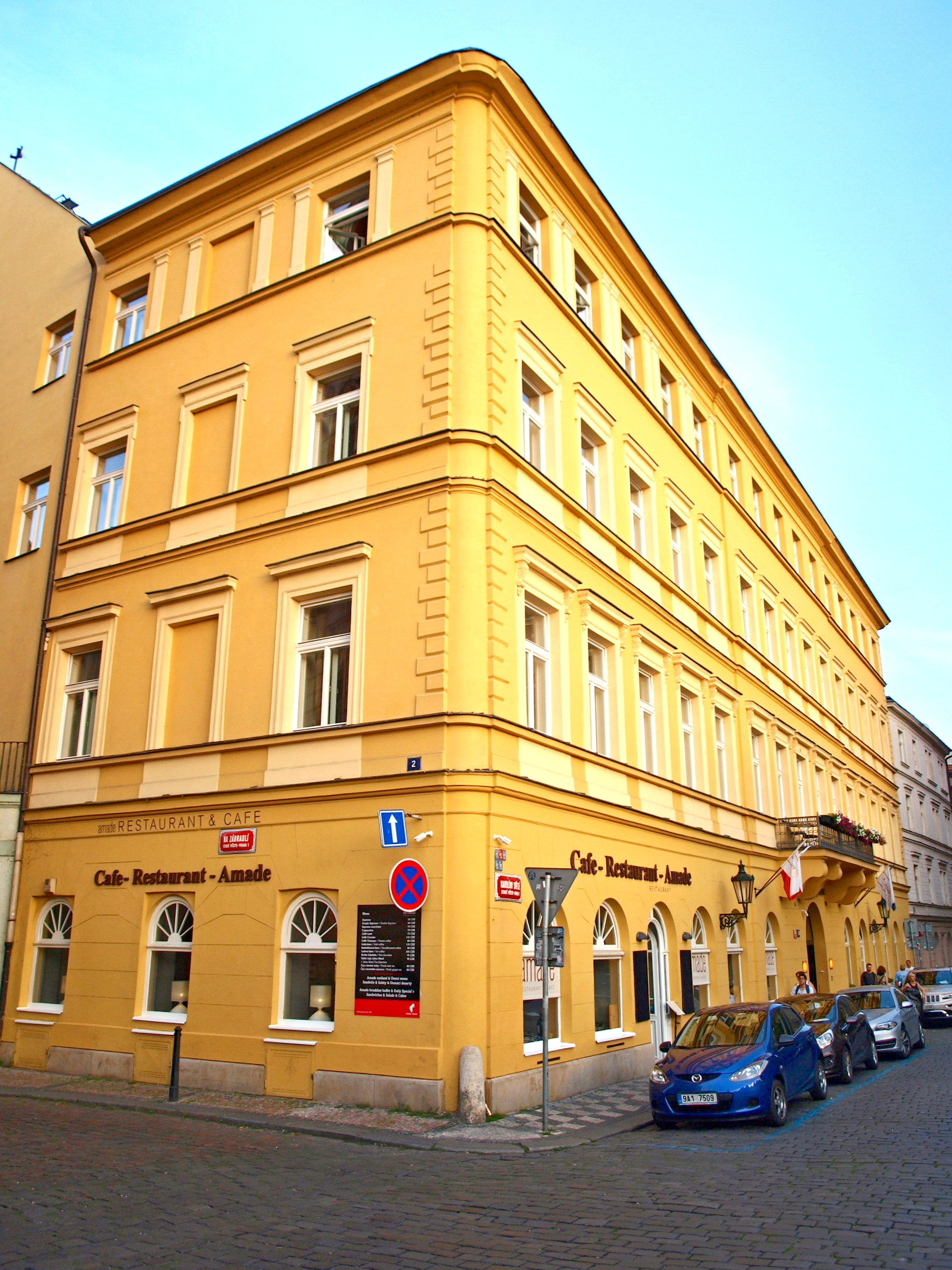
Nový Pachtovský palác v Praze

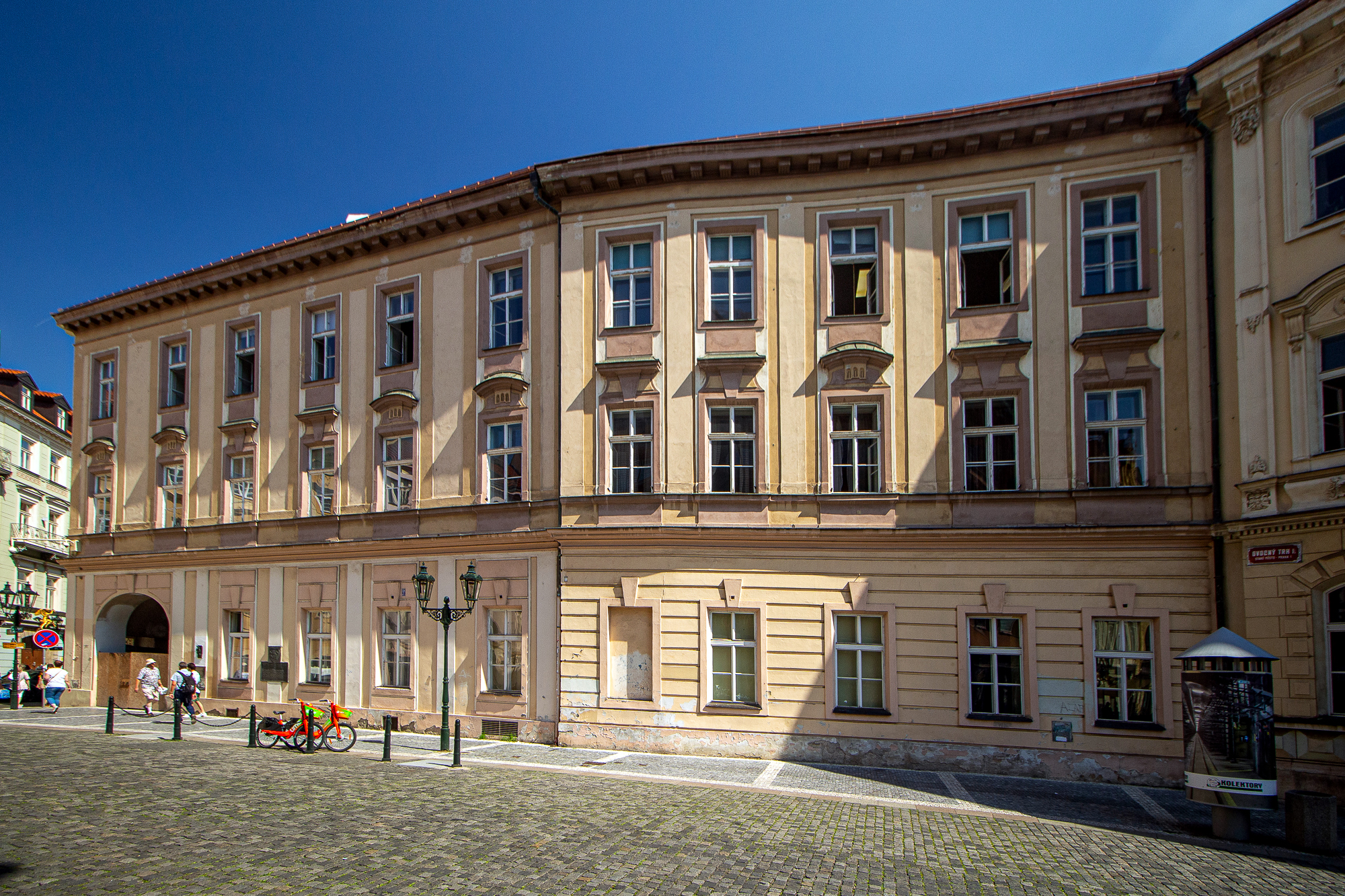
Palác Pachtů z Rájova (Celetná 36), zvaný Nová mincovna na nároží Ovocného trhu a Celetné ulice v Praze

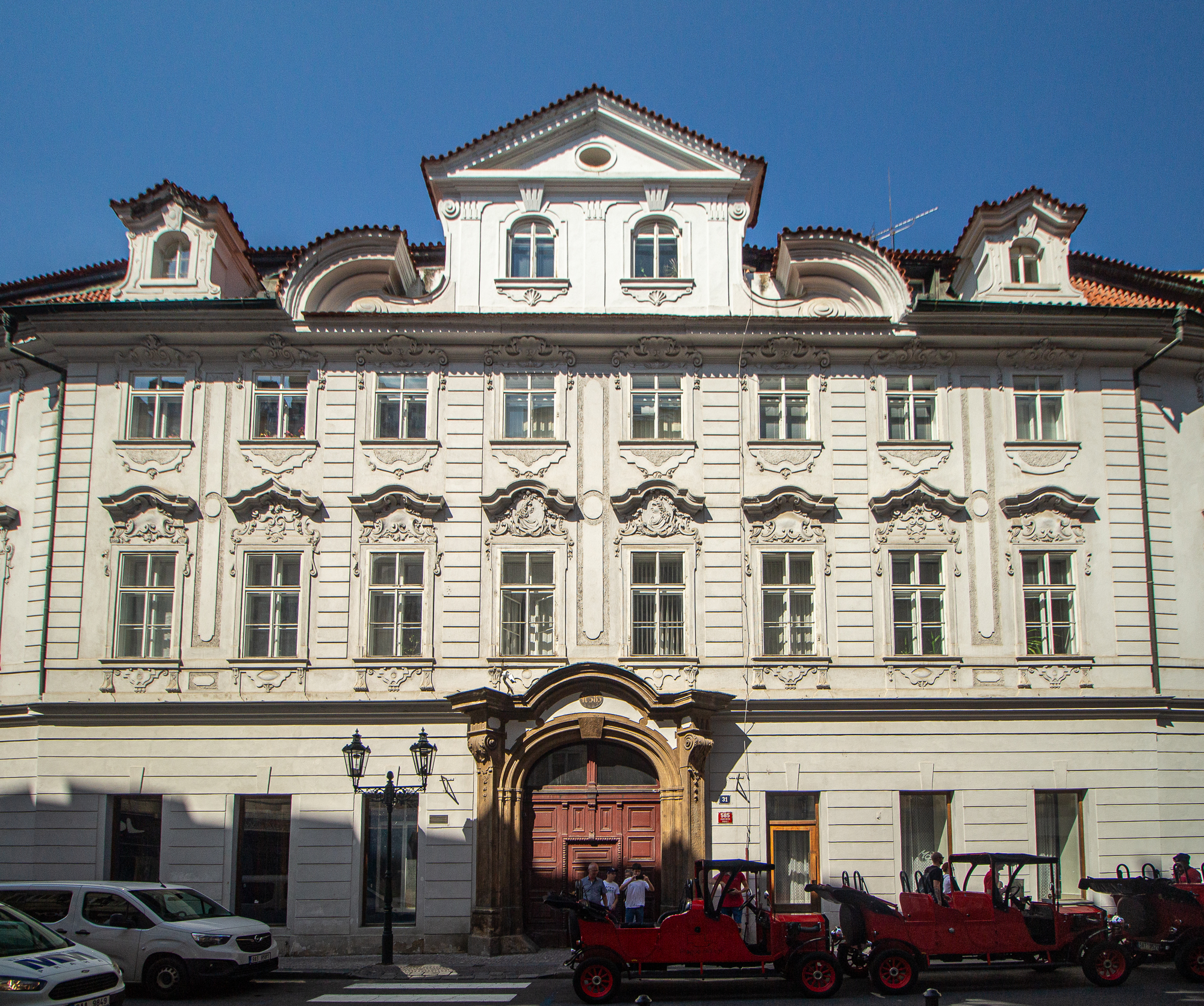
Palác Pachtů z Rájova (Celetná 31), též Seebergovský palác nebo Langerovský dům

Prvním nositelem jména uvedeným v literatuře byl Jiří Pachta († 1582), původně poddaný z Horšovského Týna, který získal vzdělání a stal se někdy po polovině 16. století rektorem školy v Kolíně. Jeho následovníkem v rektorství na kolínské škole byl Jan Pachta Budynský († 1621), který pak v letech 1580–1582 učil na pražské univerzitě, poté se stal rychtářem v Kolíně a věnoval se i literární tvorbě. Po obdržení erbovního listu se psal od roku 1593 jako Pachta z Rájova. Z Horšovského Týna pravděpodobně pocházel i Vít Pachta, regens jezuitské koleje v Olomouci, zmiňovaný v souvislosti s konverzí Albrechta z Valdštejna ke katolicismu v roce 1606 a pak i s jeho prvním manželstvím v roce 1609.
Doloženým zakladatelem rodu byl měšťan z Horšovského Týna a hejtman tloskovského panství Jan Pachta († po 1642), který byl 4. ledna 1628 císařem Ferdinandem II. povýšen do českého vladyckého stavu a byl mu udělen erb a predikát z Rájova. V erbu měl na červeno-modrém šikmo děleném štítu zlatého dvojocasého lva, držícího v tlapách stříbrný korunovaný sloup s dvěma zkříženými palmami. Jeho synové Václav Augustin a Jan se přestěhovali na Nové Město Pražské. Syn Jana Pachty mladšího Daniel Norbert (1600–1682) se stal sekretářem dvorské komory, v roce 1652 obdržel říšské šlechtictví (psal se pak von Rayhofen) a v roce 1654 povýšil do rytířského stavu. Rozmnožil rodinné statky a hospodářství dědictvím, výhodnými nákupy i sňatky, čímž získal například Poběžovice a Valtinov. Od roku 1671 byl purkrabím hradeckého kraje, dále byl královským místodržícím a zemským soudcem. Jeho první manželkou byla Ludmila Eusebie Mnišovská ze Sebuzína, podruhé se oženil s Mechtildou von Heistern. Danielovi synové František Václav († 1714), Karel Daniel († 1729), Jan Antonín († 1717), Arnošt Josef († po 1695) a Jan Jáchym (1676–1742) byli v roce 1701 povýšeni do panského stavu. Kromě těchto synů měl dvě dcery, Annu Feliciánu (1648–1718) a Marii Aloisii Eusebii (1674–1726). Anna Feliciána se provdala v roce 1667 za Matyáše Gottfrieda Wunschwitze. Marie Aloisie Eusebie vstoupila v roce 1701 do kláštera premonstrátek v Doksanech a přijala řeholní jméno Mechtilda, v letech 1724–1726 zastávala úřad převorky.
Jan Antonín získal dědictvím v roce 1689 statky po jihlavské rodině Heidlerů z Bukova i právo psát se z Bukova. Koupil Větrný Jeníkov a další statky na Moravě např. Šlapanice, Jiříkovice, Velký Beranov či Dalešice. Jeho synové byli spolu se strýcem Janem Jáchymem v roce 1721 povýšeni do hraběcího stavu.
Někteří příslušníci rodu vykonávali významné funkce ve státní správě. Syn Jana Jáchyma František Josef Pachta (1710–1799) se stal dvorským i zemským soudcem, nejvyšším mincmistrem, místodržícím a předsedou nejvyššího soudu.
Pachtové vešli ve známost také svou nákladnou, avšak vybranou stavební činností. Arnošt Josef dal přestavět sídlo v Liblici na barokní zámek, podle příkazů Jana Jáchyma vznikl z tvrze v Liběchově barokní zámek, na pokyn Františka Josefa vznikl mj. zámek v Bezně a byl přestavěn Nový Falkenburk. V Praze jsou s jejich jménem spojeny čtyři paláce, další byl zbořen roku 1868 (tzv. Pachtův palác čp. 86 na křižovatce ulic Křížovnické a Platnéřské).
Veliký milovník hudby a mecenáš, hrabě Jan Josef (1756–1834), se věnoval své kapele, kterou doplňoval poddanými z Pravonína. Sám komponoval, stýkal se s Josefem Myslivečkem a ve svém pražském paláci na Anenském náměstí pořádal pravidelná hudební matiné, kde byl opakovaně hostem dokonce i Mozart s manželkou Konstancí. Během jednoho ze svých pobytů u hraběte Pachty zkomponoval Mozart svých 6 německých tanců (KV 509), které věnoval hraběti. Při svých víceméně pravidelných návštěvách Prahy Mozart často pobýval ve svém oblíbeném pokoji v Pachtovském paláci a byl to pravděpodobně právě hrabě Pachta, jenž během pražské premiéry Dona Giovanniho seznámil Mozarta s Giacomem Casanovou.
Ve 2. polovině 19. století přesídlili někteří potomci Pachtů z Rájova mimo české země.

## Erb

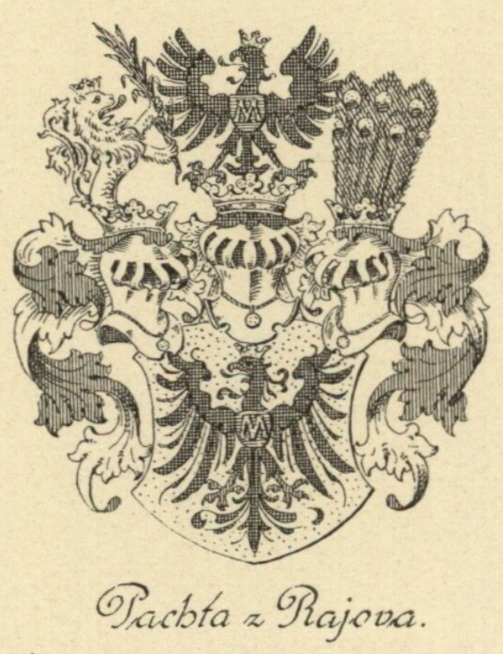
Verze erbu podle zdrojů Augusta Sedláčka

Právo nosit erb získali v roce 1628, znak se postupem času měnil podle povyšování rodu. Nejdříve měli ve znaku zlatého českého dvouocasého korunovaného lva držícího stříbrný sloup se zkříženými palmovými ratolestmi; tyto symboly se později přesunuly do srdečního štítku. V poslední variantě měli ve zlatočerveném štítu zdobeném černo-stříbrným břevnem rozkřídlenou černou orlici se zlatou korunou, která má na prsou korunovaný červený štítek se stříbrným břevnem. V tomto štítku je doleva otočený stříbrný dvouocasý lev ve skoku, který má rovněž na hlavě zlatou korunu a drží stříbrný sloup se dvěma palmovými větvemi.

## Další osobnosti rodu
- Antonín Pachta z Rájova a Bukové († 1717), syn Danielův, získal ve Vídni 7. března 1689 druhý predikát "z Buckova"/Bukové; nejvyšší zemský písař na Moravě , kde vlastnil Větrný Jeníkov a další statky. S manželkou Josefou rozenou Losyovou z Losinthalu měl syny Františka Antonína a Antonína Karla, kteří byli v roce 1721 povýšeni do hraběcího stavu; dál už větev Pachtů z Rájova a Bukové nepokračovala.
- František Antonín Pachta z Rájova († 25. prosince 1730 Vídeň), syn Jana Antonína a Josefy Losyové z Losinthalu, 1718 panský stav Českého království starožitných rodů, 1721 říšský hraběcí stav, od roku 1722 stříbrný podkomoří u dvora Karla VI., majitel Jeníkova (koupil v roce 1720 od Trauttmansdorffů) a Nových Dvorů (koupil v roce 1722 od Věžníků z Věžník), na svém zámku v Nových Dvorech pohostil císaře Karla VI. cestou na jeho korunovaci českým králem a zpět v roce 1723.[13]
- Jan Jáchym Pachta svobodný pán z Rájova (1676 – 26. října 1742), okresní hejtman Boleslavského okresu, roku 1716 zakoupil zámek Nový Falkenburk u Jablonného v Podještědí v  severních Čechách. Od roku 1721 hrabě.[14] V roce 1742 byl za francouzské okupace Prahy zajat a když ho Francouzi odváželi z Prahy, po cestě zemřel.
- František Josef Pachta (1710–1799), právník, v letech 1755–1774 nejvyšší mincmistr Českého království a horní mistr, 1789–1790 předseda Českého zemského soudu , místodržící v Čechách za Marie Terezie, z původní tvrze nechal přestavět zámek Bezno .
- Jan Josef Filip Pachta z Rájova (1723–1822), důstojník jezdectva, 1762 polní generál-vachmistr ad honorem, hudební skladatel a mecenáš.
- Jan Josef Pachta z Rájova (1756–1834) synovec Jana Josefa Filipa, měl podobný postoj k pražskému hudebnímu životu. Byl jedním ze spoluzakladatelů Pražské konzervatoře .
- František Pachta (1776–1861), vnuk Františka Josefa Pachty, majitel Bezna. Jeho dcera Johanna (1806–1878) se provdala za Johanna von Kutscheru (1804–1865), jejich synem byl Karl von Kutschera (1836–1890).
- Johanna Salm-Reifferscheidt (1780–1857), rozená Pachtová, malířka
- Alfons Graf von Pachta z Rájova (1845–1902), rakouský velkostatkář a konzervativně-katolický politik.
- Georg Pachta-Reyhofen (* 1955 Mnichov), rakouský inženýr, v letech 1996–2015 manažer automobilky MAN.

## Příbuzenstvo
Spojili se se Strojetickými ze Strojetic, Čabelickými ze Soutic, Haugvici, Údrckými, Štampachy či Skrbenskými ze Hříště.